# Nationalpark De Meinweg

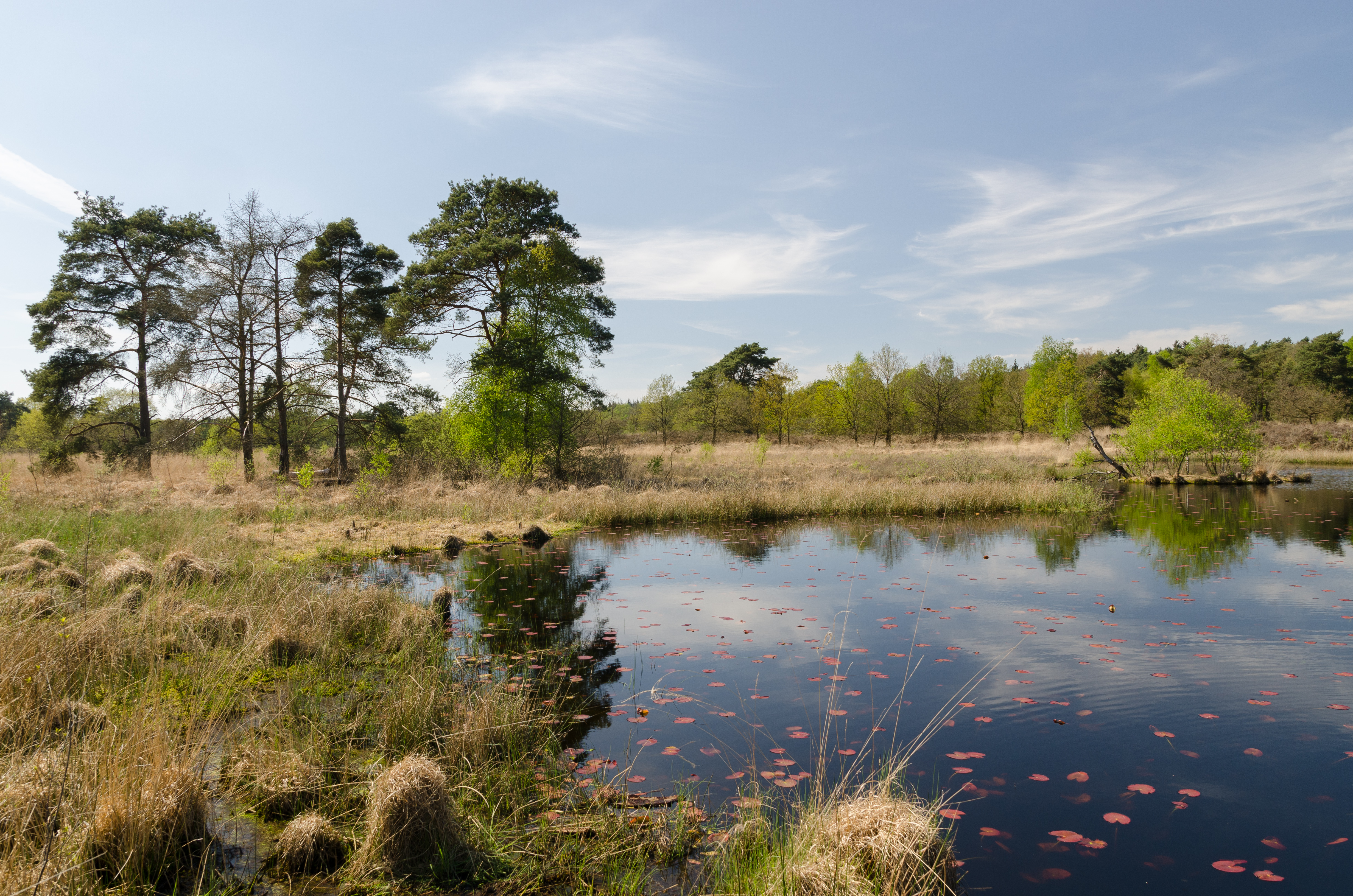
Heidelandschaft des Nationalparks De Meinweg im Frühjahr

Der niederländische Nationalpark De Meinweg befindet sich in der Provinz Limburg, Gemeinde Roerdalen, an der Landesgrenze zur Bundesrepublik Deutschland und ist ein Teil des grenzübergreifenden Naturparks Maas-Schwalm-Nette. Er grenzt an die Ortschaften Vlodrop, Herkenbosch und Melick an. Der am 8. Juni 1995 offiziell anerkannte Nationalpark hat eine Gesamtfläche von etwa 16 km².

## Landschaft und Natur
Die Landschaft des Nationalparks wird von Kiefernwäldern, Heideflächen und Mooren geprägt.
Die Moore bildeten sich aufgrund der von Ost nach West abfallenden Terrassierung des Geländes, welche durch kleine Horste und geologische Gräben verursacht ist. Die zwei größten Moorseen, auf Niederländisch „vennen“ genannt, sind das „Elfenmeer“ und der „Rolvennen“-See.

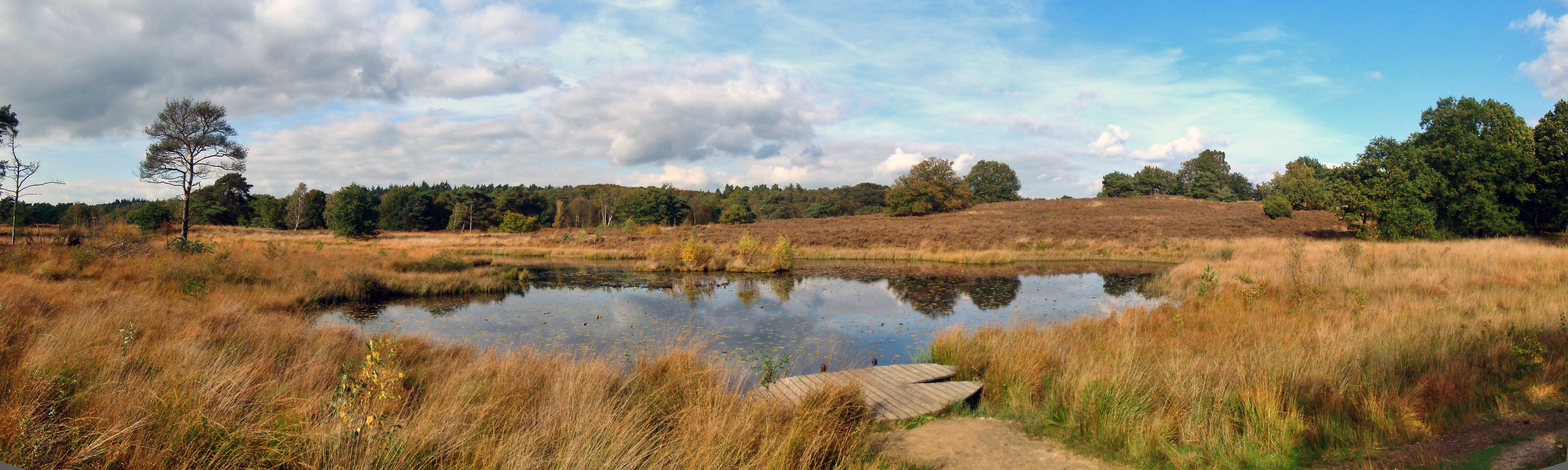
Herbst im Nationalpark - die Moorseen entstanden durch Torfabgrabungen

Im Meinweg-Gebiet finden sich noch Vorkommen der Kreuzotter und einiger anderer Schlangenarten.
Um einer Verbuschung der Heidelandschaft entgegenzuwirken, lässt man im Sommer Rinder, Schafe und Pferde in Teilbereichen des Parks weiden. Die Schafe werden gehütet, Rinder und Pferde hingegen können sich frei auf großen, durch Weidezäune und Viehgitter begrenzten Flächen bewegen. Diese Teilbereiche des Nationalparks dürfen von Reitern nicht genutzt werden, im Übrigen gibt es zum Schutz der Reptilien Parkteile, deren Wege auch für Radfahrer gesperrt sind.
Die Ausstellung in dem an der vom Grenzübergang zu Deutschland bei Rothenbach nach Roermond führenden Nationalstraße N 570 gelegene Besucherzentrum des Nationalparks zeigt die Natur- und Kulturgeschichte des Gebiets auf.

## Geschichte
Die Heidelandschaft und Versandungen sind auch ein Resultat von Brandrodungen, Überweidungen und Plaggenstechen der hier sesshaft gewordenen Menschen seit der Bronzezeit. Der Name verweist auf die Funktion als Gemeindeland im Mittelalter. Die Bewohner von 14 umliegenden Dörfern nutzten das Gebiet gemeinschaftlich zur Brennholzgewinnung oder als Viehweide. Der unfruchtbare Sandboden verhinderte lange Zeit eine großflächige Kultivierung. In napoleonischer Zeit um 1807 wurde das Land in Staatsbesitz überführt und in lange geradlinige Parzellen aufgeteilt, die heute noch im Wege- und Grenzverlauf erkennbar sind. Bevölkerungswachstum, Nutzung von Kunstdünger und Flurbereinigungen führten vom Ende des 19. bis zur Mitte des 20. Jahrhunderts zu einem Rückgang der Natur. Kiefernpflanzungen dienten dem wachsenden großen Bedarf an Grubenholz für Bergwerksstollen im Aachener Revier und im Ruhrgebiet. Seit 1879 durchziehen die Gleise des Eisernen Rheins das Gebiet. Die Reaktivierung der eingleisigen Bahnstrecke für den Güterverkehr zwischen Antwerpen und dem Ruhrgebiet wird heute kontrovers diskutiert. Der geplante Abbau von Steinkohle war ökonomisch nicht rentabel. 1962 wurde die Beatrixmine kurz vor der Aufnahme der Förderung geschlossen.
Direkt an der Grenze zu Deutschland befand sich seit 1909 das ehemalige Franziskaner-Internat und Kloster Kolleg St. Ludwig. Das Gelände nutzt heute die Maharishi European Research University, MERU, welche Grundstück und Gebäude im Jahr 1984 vom niederländischen Staat erworben hatte. Das denkmalgeschützte Klostergebäude wurde im Jahr 2001 durch MERU teilweise zerstört und danach  nach langjährigen Rechtsstreitigkeiten im Jahr 2015 endgültig abgerissen. An den monumentalen neugotischen Backsteinbau erinnert heute nur noch die wiederaufgebaute Kirchturmspitze.
Am 20. April 2020 brach im Gebiet des Nationalparks ein großer Waldbrand aus, von dem eine Fläche von 170 Hektar betroffen war. Das Feuer breitete sich bis auf die deutsche Seite der Grenze aus, konnte dort aber schnell wieder unter Kontrolle gebracht werden. Auf der niederländischen Seite dauerte der Brand länger an. Der Ort Herkenbosch musste evakuiert werden, das Rote Kreuz errichtete dazu Notunterkünfte in Turnhallen. Die niederländische Armee entsandte außerdem zwei Bergepanzer, um die Feuerwehr beim Ziehen von Brandschneisen zu unterstützen.

## Galerie

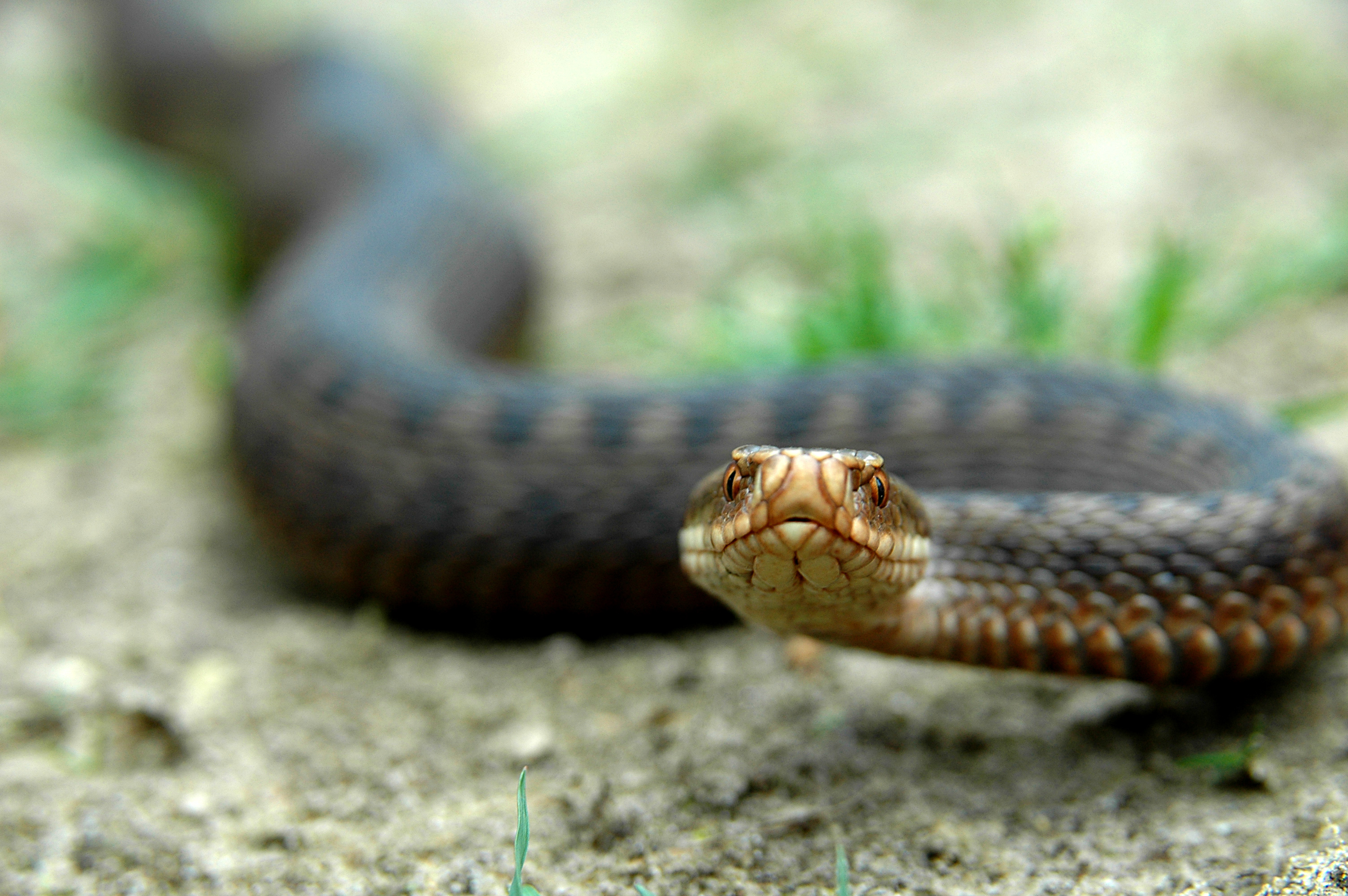
Kreuzotter in Angriffsposition, aufgenommen im Nationalpark De Meinweg
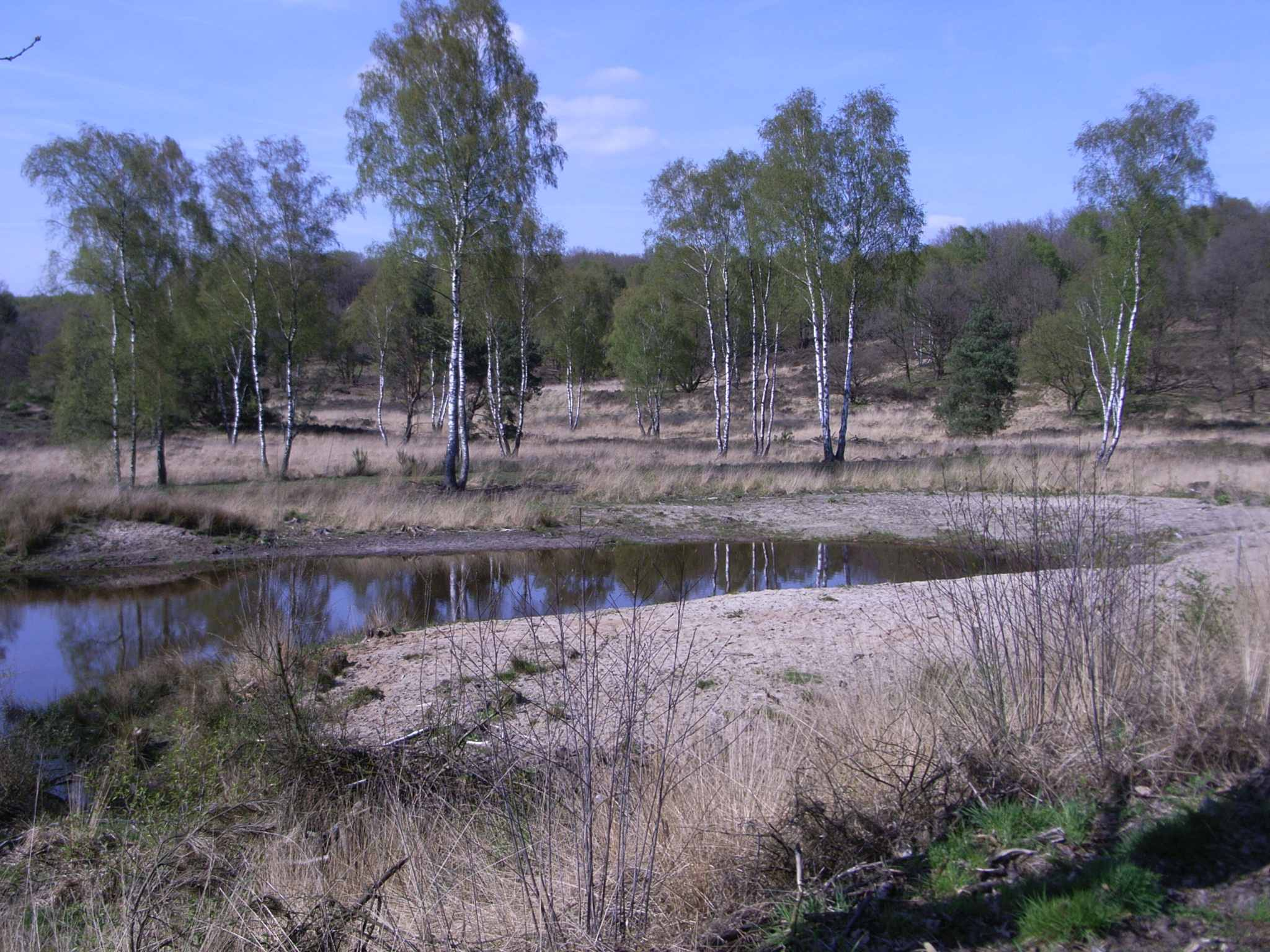
Heidelandschaft im Meinweggebiet
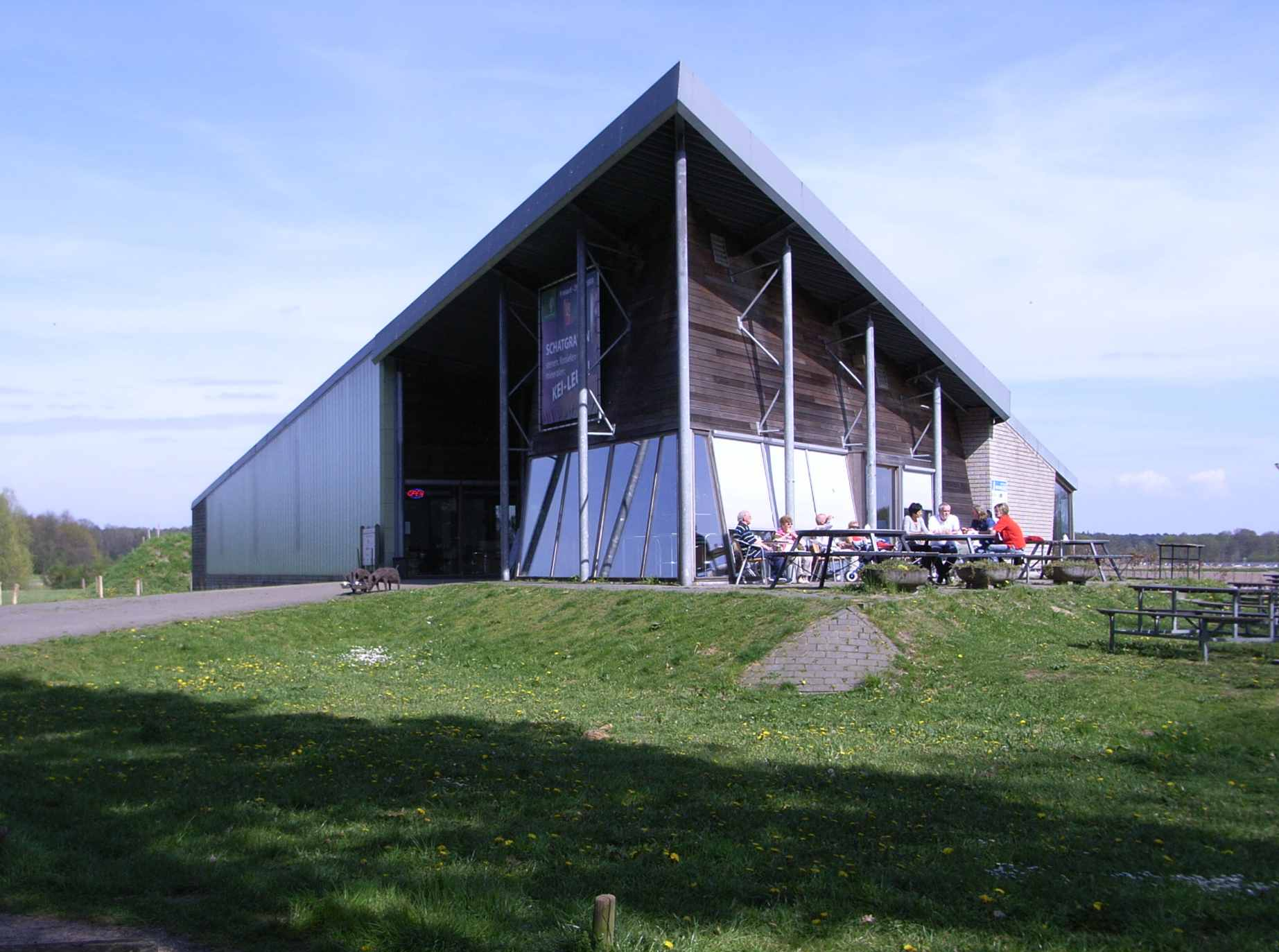
Nationalpark De Meinweg, Besucherzentrum
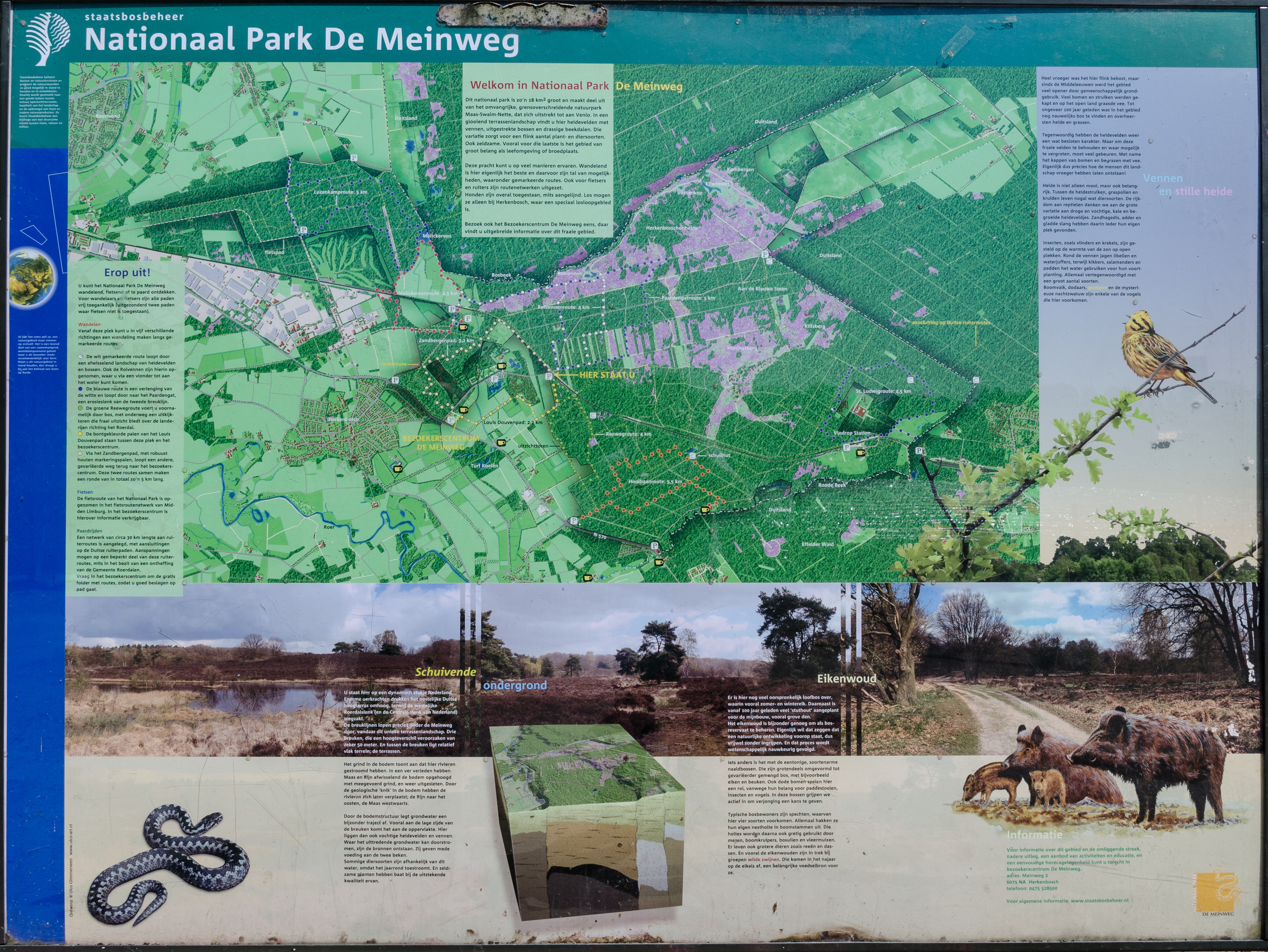
Informationstafel De Meinweg
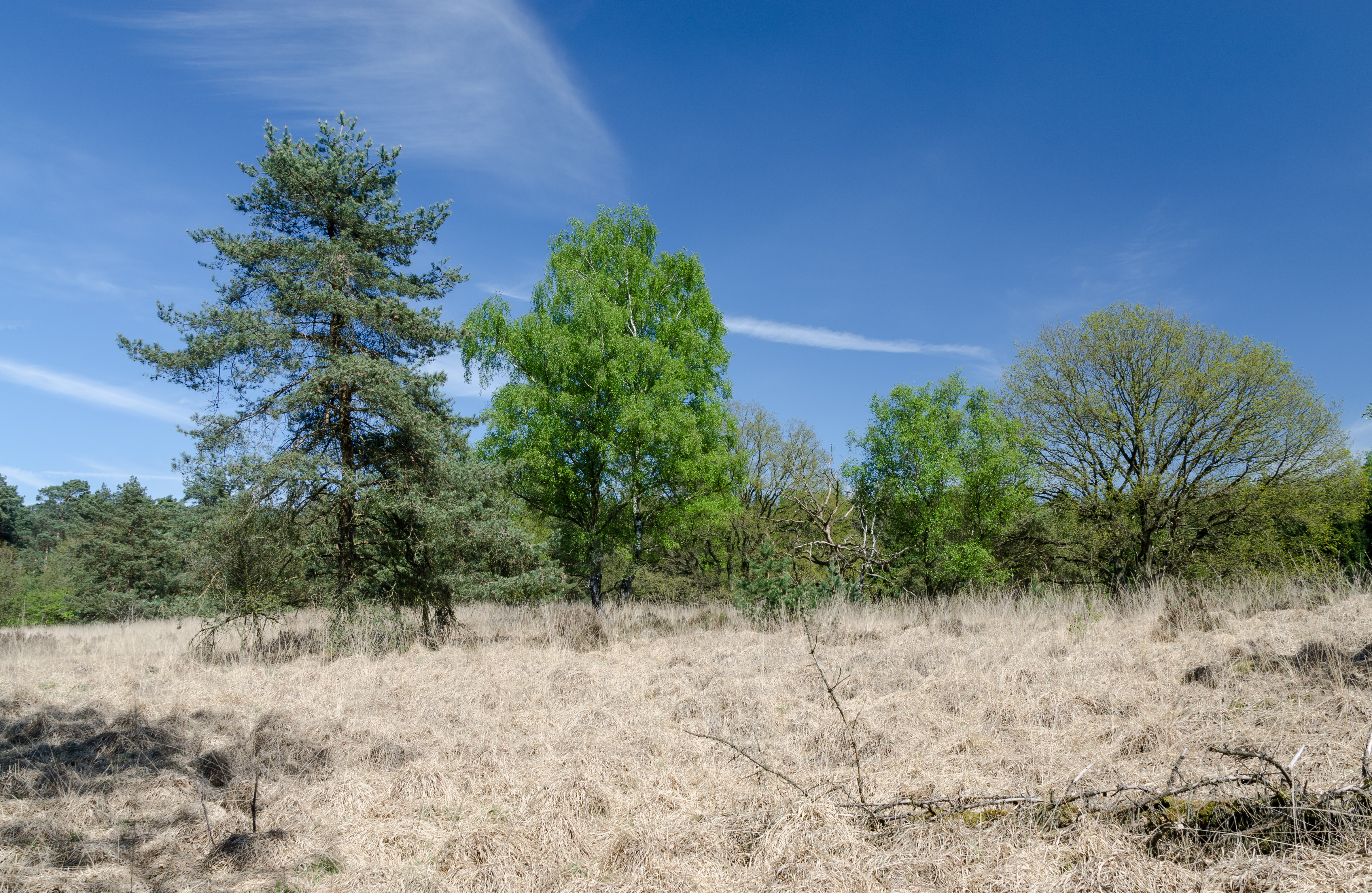
Frühjahr im Nationalpark De Meinweg
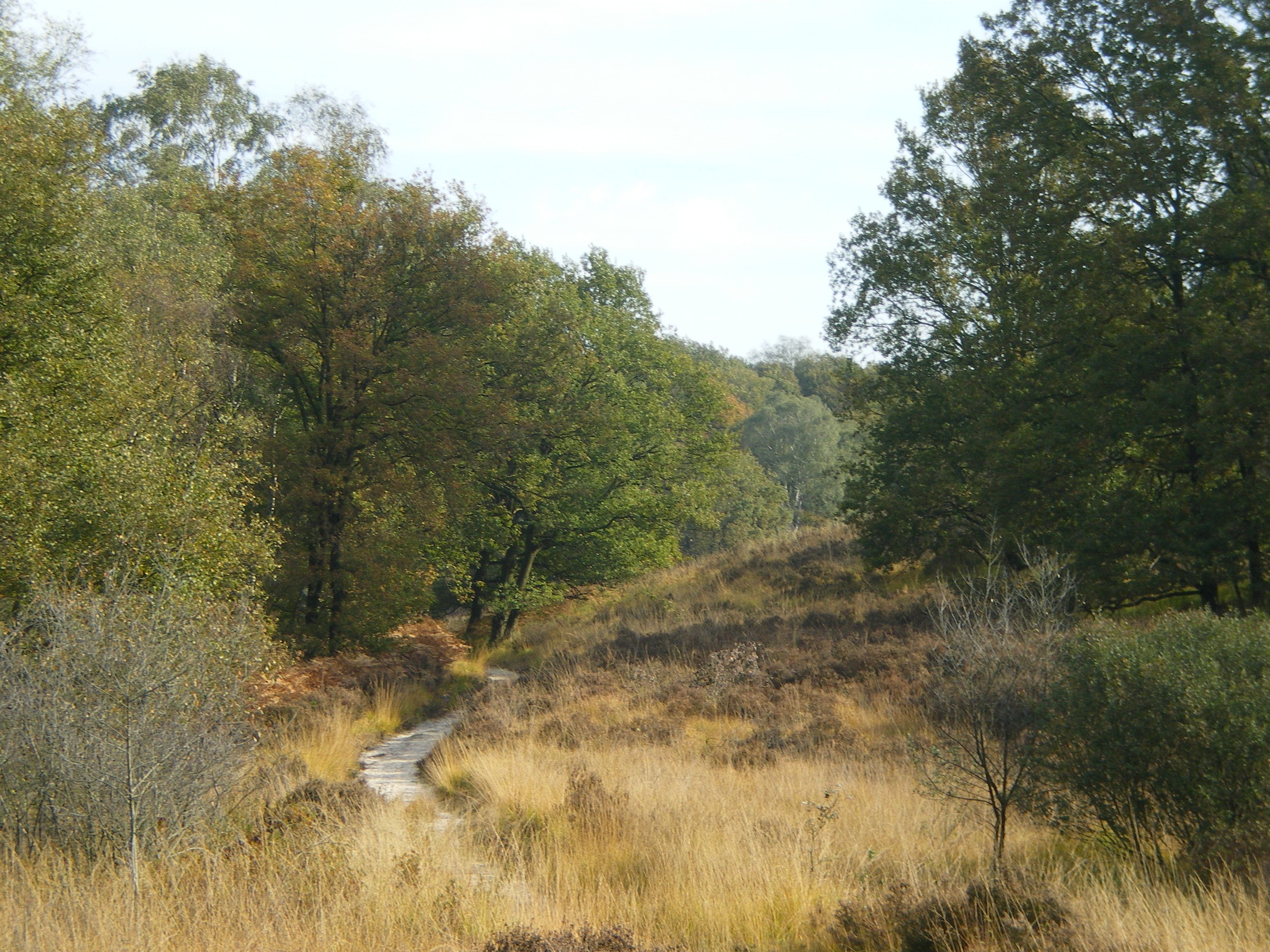
Herbst im Nationalpark De Meinweg
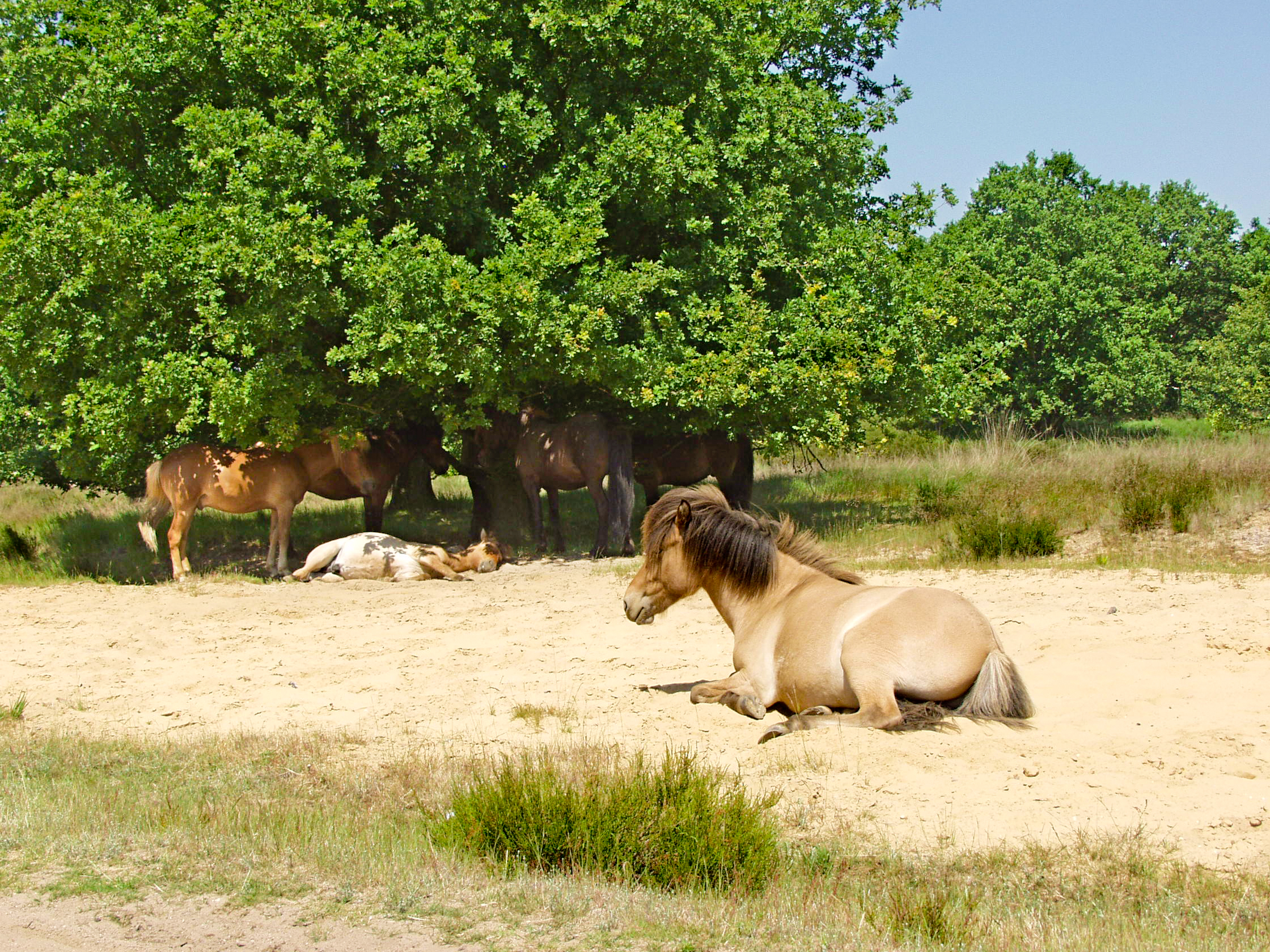
Halbwildlebende Islandpferde im Nationalpark